# Megyei jogú város (tanácsrendszer)
Megyei jogú város volt Magyarországon a négy legnagyobb vidéki város jogállása 1954 és 1971 között, a második tanácstörvény időszakában. A tanácsokról szóló 1954.évi X. törvény csak kisebb változásokat hozott az 1950-ben létrehozott tanácsrendszerben, a törvény kiemelte a városokat a járások hatásköréből, és járási jogú vagy megyei jogú városok kategóriáiba sorolta. 
A második tanácstörvény felhatalmazása alapján a Népköztársaság Elnöki Tanácsa 1954. évi 12. számú határozata értelmében 1954. november 28-ai hatállyal
- Debrecen város Hajdú-Bihar megye területéből
- Miskolc város Borsod-Abaúj-Zemplén megye területéből
- Pécs város Baranya megye területéből
- Szeged város Csongrád megye területéből

kivált, és megyei jogú várossá alakult.
E városok tanácsai közigazgatási területükön mindazokkal a jogokkal és kötelezettségekkel rendelkeztek, melyekkel a megyékben a megyei tanácsok.
A megyei jogú városok kerületekre oszlottak, melyek mindegyikében kerületi tanács működött. Miskolcnak 1965. december 31-éig négy kerülete volt, azt követően három, a többi megyei jogú város pedig mindvégig három-három kerületre oszlott. A kerületeket római számokkal sorszámozták, hasonlóan Budapesthez.
A megyei jogú városokat következetesen és egyértelműen kezelték, minden tekintetben a megyékkel egyenrangú, azoktól különálló területi egységként szerepeltek. Ellentétben a mai gyakorlattal, a hivatalos statisztikai adatközlésekben vagy 24 területi egységre adtak meg adatokat (Főváros + 19 megye + 4 megyei jogú város), vagy 20 egységre, ekkor viszont a megnevezés mindig Baranya megye és Pécs stb. volt.
A megyei jogú városi jogállás 1971. április 25-ei hatállyal, az új, harmadik tanácstörvény alapján szűnt meg. Ezután megyei város elnevezéssel illették a 4 legnagyobb magyar várost. 1990-től az önkormányzati rendszer életbe lépésekor ismét megjelent a megyei jogú város elnevezés, igaz ezek nem alkotnak a megyétől független egységet.